# Highlander, le retour
Pour les articles homonymes, voir Highlander.
Série Highlander
Highlander
(1986) Highlander 3
(1994)
Pour plus de détails, voir Fiche technique et Distribution.
Highlander, le retour ou Highlander: le retour au Québec (Highlander II: The Quickening) est un film britannico-franco-argentin réalisé par Russell Mulcahy, sorti en 1991.
Second film de la franchise Highlander, mais n'est pas la suite officielle d’Highlander (1986).

## Synopsis
En 1994, Connor MacLeod, désormais mortel, promet à sa femme mourante, Brenda, de protéger le monde des rayons de soleil devenu nocifs pour les humains. En 1999, Connor MacLeod, devenu un éminent scientifique, supervise la conception d'un bouclier-laser destiné à protéger la Terre des rayons du soleil, après la destruction de la couche d'ozone. Le projet est un succès : grâce au bouclier, la Terre est sauvée, mais l'humanité va bientôt être asservie par une puissante entreprise, qui s'occupe du bouclier et oblige la population à payer un impôt pour pouvoir en bénéficier.
En 2024, la planète est depuis 25 ans sous le bouclier. C'est alors que le général Katana, un immortel vivant sur la planète Zeist, planète d'origine de tous les immortels, envoie sur Terre deux immortels pour qu'ils tuent MacLeod. Bien qu'ayant vieilli physiquement, MacLeod sait toujours bien se défendre : il parvient ainsi à décapiter l'un des deux sbires immortels et reçoit son quickening, ce qui lui permet de retrouver son immortalité et son aspect de jeune homme. En décapitant le second sbire immortel, MacLeod parvient à ressusciter son ami Ramirez, mort plus de quatre siècles auparavant.
Ensemble, MacLeod et Ramirez vont lutter contre Katana, venu sur Terre pour les tuer. Ayant appris que la couche d'ozone s'est reformée et que le bouclier-laser est devenu inutile, ils vont également lutter contre la compagnie qui l'exploite dans son propre intérêt financier.

## Fiche technique
Sauf indication contraire, les informations mentionnées dans cette section peuvent être confirmées par les bases de données cinématographiques IMDb et Allociné,  présentes dans la section « Liens externes ».
- Titre original : Highlander II: The Quickening
- Titre original version director's cut : Highlander II: The Renegade Version[2]
- Titre français : Highlander, le retour (autre typographie : Highlander - Le retour)[2]
- Titre québécois : Highlander: le retour[1]
- Réalisateur : Russell Mulcahy
- Scénario : Peter Bellwood, d'après une histoire de Brian Clemens et William N. Panzer, d'après les personnages créés par Gregory Widen
- Musique : Stewart Copeland
- Direction artistique : John Frankish, John King et Cliff Robinson
- Décors : Roger Hall
- Costumes : Deborah Everton
- Photographie : Phil Meheux
- Son : Wayne Heitman, Mike Hoogenboom, Michael P. Redbourn, Mark Smith
- Montage : Hubert de La Bouillerie et Anthony Redman
- Producteurs : Peter S. Davis, Jean-Luc Defait, Ziad El Khoury et William N. Panzer
  - Production exécutive : Chris Chrisafis et Jack Cummins
  - Production déléguée : Guy Collins et Mario Sotela
  - Production associée : Stephen Kaye et Mari Provenzano
  - Coproduction : Robin S. Clark et Alejandro Sessa
- Sociétés de production : Lamb Bear Entertainment, Davis-Panzer Productions et Harat Investments
- Sociétés de distribution : Entertainment Film Distributors (Royaume-Uni) ; UGC (France)
- Budget : 30 millions de $[3]
- Pays de production :  Royaume-Uni,  France,  Argentine
- Langue originale : anglais
- Format : couleur (Cinecolor) — 35 mm — 2,35:1 (CinemaScope) — son Dolby (RCA Sound Recording)
- Genre : science-fiction, fantastique, action, aventure
- Durée : 91 minutes (France) ;  100 minutes (Royaume-Uni) ; 92 minutes (Argentine)
- Dates de sortie[2] :
  - France : 6 février 1991[4]
  - Royaume-Uni : 12 avril 1991
  - Québec : 1er novembre 1991[1]
  - Argentine : 26 décembre 1991
- Classification :
  - Royaume-Uni : interdit aux moins de 15 ans (15 - Suitable only for 15 years and over)[5]
  - France : tous publics[6]
  - Argentine : convient aux 13 ans et plus. Les enfants de moins de 13 ans sont admis s'ils sont accompagnés d'un adulte (+13)
  - Québec : 13 ans et plus (violence) (13+ / 13 years and over)[1]

## Distribution
Légende : Doublage de la version cinéma - Doublage de la version Renegade
- Christophe Lambert (VF : Lui-même - Idem) : Connor MacLeod
- Sean Connery (VF : Jean-Claude Michel - Martin Spinhayer) : Juan Sanchez Villa-Lobos Ramirez
- Virginia Madsen (VF : Anne Jolivet) : Louise Marcus
- Michael Ironside (VF : Richard Darbois) : Général Katana
- Allan Rich (VF : Georges Atlas) : Allan Neyman
- John C. McGinley (VF : Daniel Gall) : David Blake
- Russell Mulcahy : un technicien de contrôle du bouclier (non crédité)
- Karin Drexler : Brenda
- Phillip Brock : Cabbie
- Rusty Schwimmer (en) : Madame Personne
- Ed Trucco (en) : Jimmy
- Steven Grives : Hamlet
- Jimmy Murray : Horatio
- Diana Rossi : Virginia, la femme dans l'avion
- Max Berliner (en) : Charlie

## Production

### Développement
À la suite du succès du premier film Highlander, plusieurs studios et distributeurs voulaient une suite. Peter S. Davis et William N. Panzer, producteurs du premier film, sont d'abord hésitants car pour eux la fin du premier ne laissait aucune possibilité de suite. Ils se lanceront finalement dans l'aventure. Le scénario est écrit par Peter Bellwood, assisté de Brian Clemens et Panzer. Cependant, le scénario déplaît fortement à Christophe Lambert, qui veut quitter le projet. Mais en raison de son contrat, il est obligé d'y participer. L'acteur insiste cependant sur la présence de Sean Connery, alors que le scénario original ne prévoyait pas le retour de son personnage, Ramirez. Les distributeurs potentiels du film voyaient également d'un très bon œil la présence de l'acteur britannique. Ce dernier sera cependant difficile à convaincre et sera payé 3 millions de dollars, pour seulement 6 jours de tournage.
Le scénario original voyait le retour du Kurgan : on découvrait qu'il était à la solde du général Katana pour tuer Connor MacLeod.

### Attribution des rôles
Un caméo a été proposé à Clancy Brown, interprète du Kurgan dans le 1er film. Mais il a refusé[source insuffisante].
Virginia Madsen, qui incarne ici Louise Marcus, avait auditionné pour le rôle de Heather MacLeod pour le premier film Highlander. Sharon Stone avait été envisagée pour le rôle[source insuffisante].

### Tournage
Le tournage a lieu en Argentine, selon les conseils d'un ami des producteurs Peter S. Davis et William N. Panzer, Alejandro Sessa (qui officie ici comme coproducteur). En raison de salaires en vigueur dans la pays, la production pense ainsi économiser entre 8 et 10 millions de dollars. Le pays offre également une grande variété de décors potentiels, notamment à Buenos Aires, en accord avec le mélange d'ancien et de moderne voulu par le réalisateur. Cependant, le film connait un important problème de dépassement de budget durant le tournage, car de nombreux autres techniciens sont finalement engagés pour renforcer les équipes d'Argentins, pas assez qualifiés et professionnels selon la production. D'énormes quantités de matériaux et accessoires sont par ailleurs importés car il y a peu de choses sur place. Par ailleurs, il y a parfois une animosité entre les Argentins et les Britanniques de l'équipe, en raison de la guerre des Malouines qui opposa les deux nations en 1982.
De plus, la région connait alors de lourdes crises financières (qui aboutiront quelques années plus tard à la crise de 1998-2002 dans le pays). La construction du décor est très coûteuse. De plus, le tournage d'une scène d'action entraîne quelques blessures à Christophe Lambert et Michael Ironside, ce qui bloque l'avancement du tournage. Et complication majeure : la compagnie d'assurance (qui participait au financement) reprend le contrôle créatif du film et décide de le terminer en dépensant le moins d'argent possible. De nombreuses séquences prévues ne seront pas tournées.
Le documentaire Highlander II: Seduced by Argentina, présent sur les bonus du DVD, précise que le film fut abandonné de ses producteurs et tomba sous le contrôle de leur agence d'assurance. Ce changement de production, et les changements de scénario imposés (la présence des extra-terrestres) entraînèrent des tensions avec Russell Mulcahy, qui n'était pas satisfait du résultat de son film. Une nouvelle équipe de monteurs est engagée par la compagnie d'assurances, au détriment de l'équipe initiale, pour sortir le film aussi vite que possible.

## Accueil

### Accueil critique
Le célèbre critique américain Roger Ebert a déclaré que c'était le pire film sorti en 1991. Beaucoup de critiques jugent également le film très mauvais et le classent parmi les pires films de l'histoire. Ainsi, sur l'agrégateur Rotten Tomatoes, le film récolte 0% d'opinions favorables, pour 23 critiques recensées.

### Box-office
Le film réalise 15 556 340 $ de recettes aux États-Unis et au Canada et 1 377 109 entrées en France, pour un budget estimé à 30 000 000 $.

## Éditions en vidéo
En France, le film Highlander, le retour est sorti plusieurs fois en DVD, dont la première sortie a eu lieu le 19 juin 2002. Le film est sorti en édition Renegade Version le 6 mars 2007, le 3 février 2009 et le 21 juillet 2015.

## Autour du film

### Une version cinéma difficilement acceptée par les fans
Gregory Widen, scénariste et créateur de la franchise Highlander, n'a pas été impliqué dans le scénario de ce film. Par ailleurs, la fin du premier film ne laissait pas de place à une éventuelle suite et concluait l'histoire. Ce film générera ainsi un fort mécontentement des fans de Highlander, pour plusieurs raisons.
Tout d'abord, cette suite ne respecte pas les « codes » imposés par le film précédent :
- les flashbacks sont absents sauf dans la scène dans laquelle est expliquée l'origine des immortels
- l'action se déroule dans le futur, alors que les Highlander sont ancrés dans le passé (lors des flashbacks) et dans le présent, sauf dans la série animée Highlander.

Par ailleurs, le scénario d’Highlander, le retour n'est pas entièrement cohérent avec l'histoire mise en scène dans le premier volet. Par exemple, dans Highlander, le retour, il semble que MacLeod et Ramirez n'aient que 30 ans de différence d'âge (quand ils se sont connus sur la planète Zeist, ils n'étaient pas encore immortels), alors que dans le premier film, il était expliqué que Ramirez a plusieurs millénaires de plus que MacLeod. De plus, les origines hispano-égyptiennes de Ramirez sont complètement passées sous silence, pour être confondues avec celles de Sean Connery, qui sont écossaises).
Un aspect de cette suite semble toutefois plus plausible : MacLeod est confronté à des immortels venant d'une planète extraterrestre, ce qui est cohérent avec le premier volet, à la fin duquel MacLeod semble être le dernier immortel vivant sur Terre, alors qu'il sera confronté à d'autres immortels terriens dans les films suivants.

### Différents montages
Highlander II: The Quickening
C'est la première version du film, diffusée au cinéma. Elle reflète la vision des producteurs. Lors de l'avant-première, le réalisateur Russell Mulcahy, complètement opposé à cette version, quitte la salle de projection après seulement 15 minutes. Il avait, avant la sortie, voulu être crédité Alan Smithee pour renier le film. Mais en raison de son contrat, il ne peut le faire et n'a pas le droit de dénigrer le film durant sa promotion.
Par ailleurs, dans le montage français et certains européens, le film a été diffusé avec une fin parfois nommée The Fairytale Ending (« la fin conte de fée »), dans laquelle Louise et Connor retournent sur la planète Zeist,. C'est ce montage français qui a été édité en VHS en France chez Delta Video. Sur le DVD de TF1 Vidéo, plusieurs scènes sont coupées et la fin originale ne figure pas, le film s'arrête quand McLeod détruit le Shield.
Highlander II: Renegade version
C'est une version director's cut, plus longue, qui change complètement le point de vue du film. Russell Mulcahy a rappelé quelques acteurs quelques années après la sortie du film, pour tourner des scènes supplémentaires, et redoubler d'anciennes. Toute référence aux extra-terrestres est alors supprimée : Les immortels viennent dorénavant d'une ancienne civilisation extrêmement avancée. Le doublage français de cette version n'a pas été corrigé, et fait toujours référence aux extra-terrestres. Seule la bande son anglaise reflète le point de vue du réalisateur.
Highlander II: Special Edition
Cette version dispose du même montage que la version Renegade, mais dispose d'effets spéciaux remastérisés. C'est cette version qui a été éditée en Blu-ray.